# 川崎摩托車

Kawasaki 全新商標 (Note: 2021年10月1日，川崎重工宣布，摩托車部門、發動機部門將會從川崎重工獨立開來，並且成立新公司。)

川崎摩托车（英語：Kawasaki motorcycles）是由川崎重工業的摩托车和发动机部门所生產的摩托車，川崎在日本、美國密歇根州、菲律宾、印度、印度尼西亚、孟加拉国和泰国設有工廠。川崎摩托車歷史始於20世紀60年代。

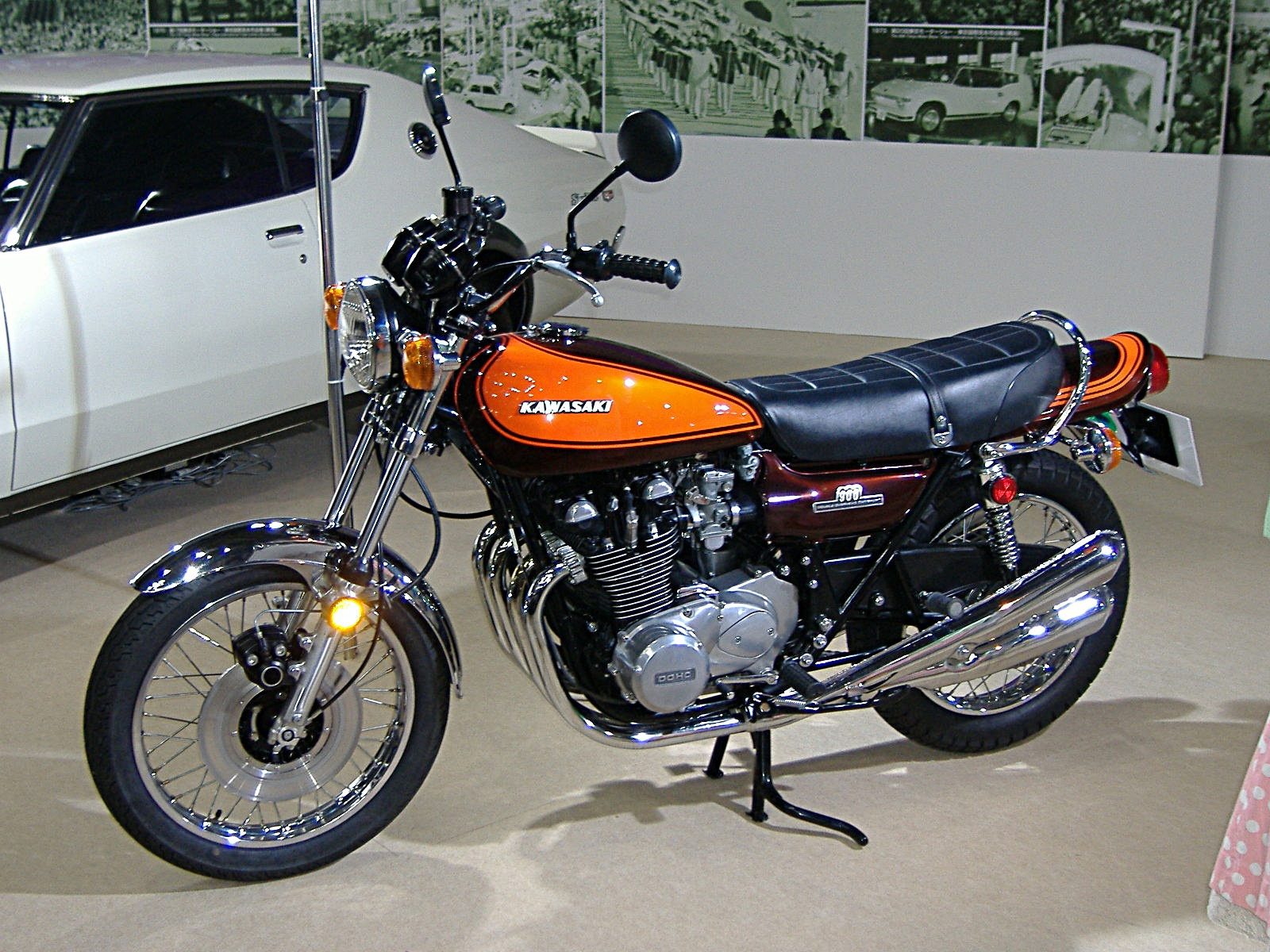
Kawasaki Z1為第一款在量產摩托車上使用DOHC的大排氣量四缸摩托車而聞名。

## 歷史
Kawasaki最初是以「Meguro」（目黑）的名義製造摩托車，並收購了一家經營不善的摩托車製造商Meguro Manufacturing。這最終成為川崎機車銷售公司。一些早期的摩托車在油箱上會標示帶有「川崎飛機」的標誌。1962 年，川崎工程師正在為小型機車開發四行程發動機。然後一些工程師轉移到目黑工廠從事目黑 「K1」 和 「SG」，以單缸250ccOHV引擎的開發製造。1963年，川崎與目黑合併成立川崎摩托車株式會社。從 1962 年到 1967 年，川崎摩托車使用的標誌繪製LOGO「機翼內的旗幟」為主。
Meguro K1 的製造工作繼續進行，它是以BSA A7500cc並列雙缸引擎為藍本設計，和川崎W1。為了應對美國四行程摩托車市場的擴大，K2 出口到美國進行測試，起初它因缺乏馬力而被拒絕。到 1960 年代中期，川崎終於出口了適量的摩托車。1968年的川崎 H1 Mach III以及幾款與YAMAHA、SUZUKI和HONDA競爭的耐力賽摩托車，增加了川崎單位的銷量。

## 備註
1. ↑  2021年10月1日，川崎重工宣布，摩托車部門、發動機部門將會從川崎重工獨立開來，並且成立新公司。[1]

## 外部連結
- 官方网站